# Abdeljalil Hadda
Abdeljalil Hadda, född 23 mars 1972, är en marockansk tidigare fotbollsspelare.
Abdeljalil Hadda spelade 41 landskamper för det marockanska landslaget. Han deltog bland annat i Afrikanska mästerskapet i fotboll 1998, 2000, 2002 och fotbolls-VM 1998.